# Histoire des Pays-Bas pendant la Seconde Guerre mondiale
Le royaume des Pays-Bas se déclare neutre lors du déclenchement de la Seconde Guerre mondiale, mais est néanmoins envahi par les Allemands en mai 1940. La reine et le gouvernement s'exilent à Londres tandis que les nazis installent un Reichskommissar pour diriger le pays. Celui-ci, Arthur Seyss-Inquart, va notamment y instaurer le travail forcé en Allemagne, auquel seront soumis 400 000 ouvriers, et organiser la déportation de plus de 100 000 Juifs vers les camps de concentration ou d’extermination. La libération totale des Pays-Bas n'intervient pas avant mai 1945.

## Circonstances

### Prélude (1914–1939)
Pendant la Première Guerre mondiale, les Pays-Bas étaient restés neutres. Depuis la seconde guerre des Boers, les sympathies des Néerlandais vont davantage du côté des Allemands que vers les Britanniques. Toutefois, ils ont accueilli des milliers de réfugiés belges au moment de l'invasion de la Belgique par les troupes allemandes, et, de plus, c'est aux Pays-Bas que l'empereur Guillaume II trouve asile après 1918, et y réside jusqu'à sa mort en 1941. Par ailleurs, Anthony Fokker, le célèbre concepteur d'avions de combat allemands de la Première Guerre mondiale est néerlandais. En 1918, 70 000 soldats allemands avaient également pu s’échapper[précision nécessaire] et regagner leur pays avec une « facilité suspecte » au dire des Belges. Conséquence de la neutralité, les Pays-Bas n'ont pas été impliqués dans le traité de Versailles. Par la suite, l'économie néerlandaise a souffert des conséquences financières des réparations que l'Allemagne était contrainte de payer, et de nombreux enfants allemands, autrichiens et même hongrois ont été placés dans des familles d'accueil néerlandaises.
Entre les deux guerres, les Pays-Bas sont atteints comme le reste du monde, par la Grande Dépression après le krach de 1929. Le président du Conseil des ministres Hendrikus Colijn conduit alors une politique de florin fort, échappant ainsi à l'hyperinflation qui frappe l'Allemagne à la même époque, mais provoquant en retour le chômage et une grande pauvreté que la grande dépression ne fait qu'amplifier. Cette situation contribue à une montée du nazisme. Anton Mussert fonde un parti nazi néerlandais, le Nationaal-Socialistische Beweging (Mouvement national socialiste ou NSB) qui obtient 8 % des voix aux élections et qui sera le seul parti autorisé pendant l'occupation.
Conséquence du marasme économique, mais aussi d'un mouvement pacifiste puissant, le budget des armées reste bas et le pays reste en dehors de la course aux armements. En 1939 a lieu l'incident de Venlo.

### Invasion allemande (mai 1940)

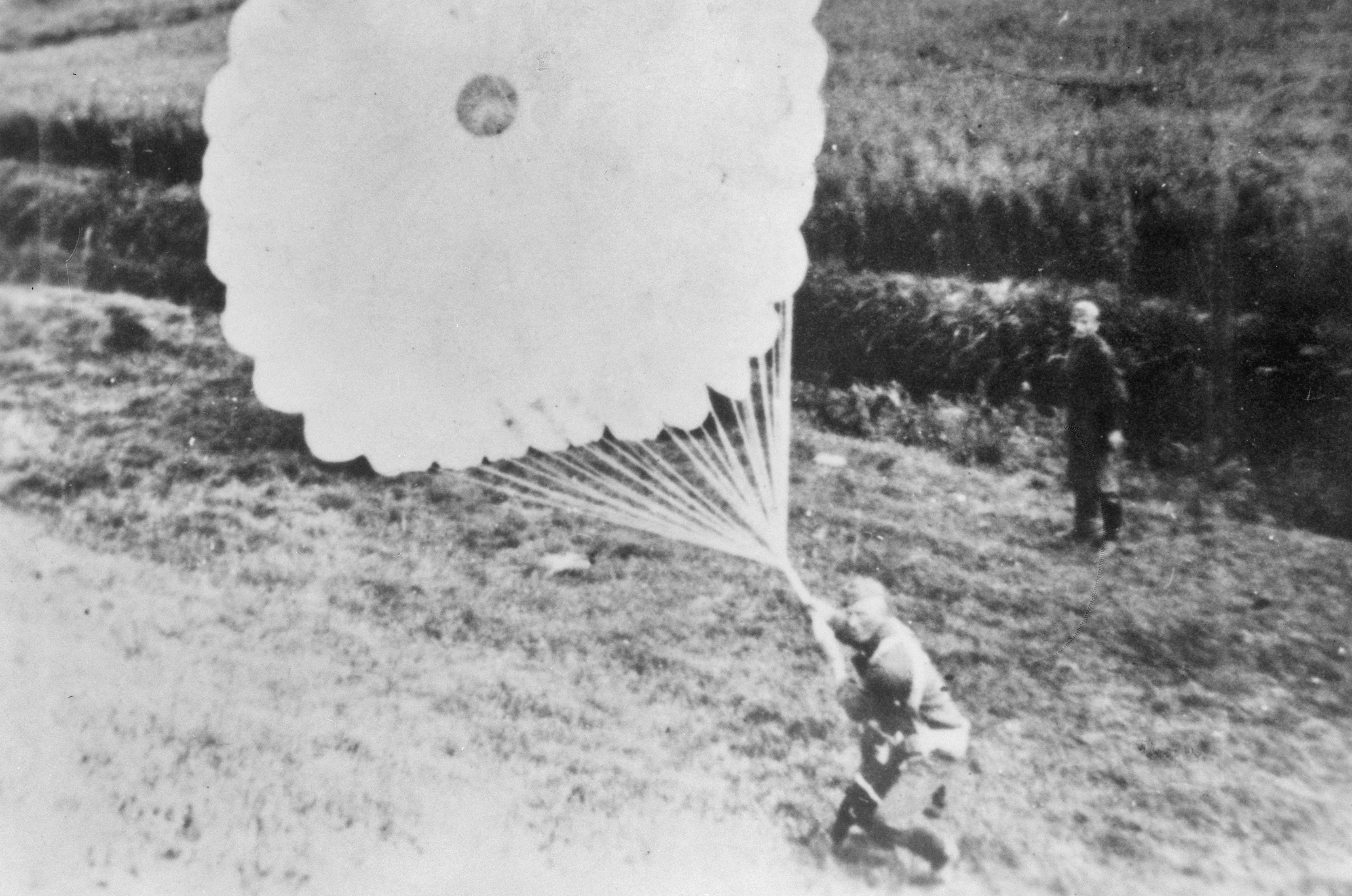
Un parachutiste allemand, le 10 mai aux Pays-Bas.

Lorsque la France et le Royaume-Uni déclarent la guerre à l'Allemagne en 1939, les Pays-Bas se déclarent neutres, une fois de plus, mais pour contourner les secteurs les plus fortifiés de la ligne Maginot, cette ligne de défense  que les Français avaient disposée sur leur frontière à l'Est, et pour prévenir un possible débarquement britannique, l'Allemagne envahit les Pays-Bas le 10 mai 1940. C'est la bataille des Pays-Bas ou bataille de Hollande qui ne dure qu'une semaine. Malgré la disproportion des forces, l'armée néerlandaise présente une forte résistance à l'Afsluitdijk, Grebbeberg et Dordrecht. Un commando aéroporté atterrit à La Haye avec l'objectif de capturer la famille royale, mais celle-ci parvient à s'échapper en Angleterre avec le gouvernement.
Le 14 mai, les Allemands lancent un ultimatum exigeant la reddition du port de Rotterdam faute de quoi la ville serait bombardée. Peu de temps après la fin de l'ultimatum, la reddition est annoncée, mais la première partie des bombardiers déjà envoyés en mission ne peut pas être rappelée, et la ville subit un bombardement sauvage qui fait 800 morts et 78 000 sans-abri. Cette bavure est imputée à un problème de communication. C'est après le bombardement de Rotterdam que l'armée néerlandaise se rend, mais quelques combats se poursuivent en Zélande au côté de la 7e armée française, jusqu'au bombardement de Middelbourg (17 mai).
Les Néerlandais espèrent alors fortement que les Français et les Britanniques viendront vite libérer le pays, mais ils perdent tout espoir à la fin du mois de mai - lors de la capitulation de la Belgique (28 mai) et lors de l'évacuation de Dunkerque qui voit l'armée britannique rembarquer avec peine pour échapper à l'encerclement. Quelques semaines plus tard, la France dépose les armes lors de l'Armistice du 22 juin 1940. Le premier ministre néerlandais Dirk Jan de Geer, suivant l'exemple français, s'efforce de négocier depuis Londres une paix séparée avec les Allemands qui l'invitent à revenir dans son pays, mais la reine Wilhelmine le dissuade d'accepter l'invitation.
La flotte néerlandaise ainsi que les réserves pétrolières des Indes orientales néerlandaises, l'actuelle Indonésie, restent un atout militaire pour les Alliés. Après que le Japon ait forcé la France à lui céder les droits d'utiliser la base de transit d'Haïphong et plusieurs aérodromes, Wilhelmine envoie Dirk Jan de Geer pour éviter qu'une situation identique ne se reproduise dans les Indes néerlandaises. Celui-ci n'y parvient jamais : lors d'une escale au Portugal, il retourne auprès de sa famille aux Pays-Bas avec la permission des Allemands. Cela irrite la reine Wilhelmine, qui le traite de traître et de déserteur de la cause néerlandaise. Elle nomme à sa place un nouveau premier ministre, Pieter Gerbrandy, dans le but de poursuivre la lutte.

## Occupation allemande

### Généralités
Pendant la période de l'occupation, les Pays-Bas sont placés sous l'autorité directe d'Arthur Seyss-Inquart qui prend le titre de Reichskommissar. Il mène une double tâche, organisant l'administration du pays comme une prise de guerre qu’il convient d’exploiter sur le plan économique et humain, au profit de l’Allemagne. Par ailleurs, il s'efforce de répandre l’idéologie nazie. Quelque 400 000 ouvriers néerlandais sont envoyés de force en Allemagne, au titre d'une sorte de travail obligatoire. Le NSB (Mouvement national-socialiste aux Pays-Bas), devient le seul parti autorisé et bénéficie du soutien des occupants et en même temps Seyss-Inquart favorise la création de toutes sortes d'organisations nationales-socialistes. À partir de 1941, les Allemands traquent la population juive et organisent la déportation qui conduit à la mort de 75 % des juifs néerlandais.
Seule une minorité de la population se rallie ouvertement au national-socialisme. La population civile néerlandaise marque son opposition Trois grèves de protestation : 
- La grève de février 1941, à Amsterdam ;
- Les grèves d’avril-mai 1943 contre le projet allemand d'envoyer en captivité les soldats néerlandais ;
- La grève des chemins de fer de septembre 1944 pour soutenir l'avancée de l'armée britannique, coordonnée par le gouvernement néerlandais en exil à Londres.

### Seyss-Inquart et la politique de «Gleichschaltung»
Gleichschaltung (rendre égaux) est le nom de la politique que les Allemands mènent dans les Pays-Bas occupés, avec deux objectifs poursuivis : d'abord, mettre fin à la pilarisation (verzuiling en néerlandais), c'est-à-dire à une vision communautariste de la société (catholiques d'un côté, protestants de l'autre, classe laborieuse d'un côté, bourgeoisie de l'autre), et ensuite dissoudre la nation néerlandaise dans le peuple des seigneurs, le Herrenvolk, germanique et aryen. Sur cette base-là, les autorités d'occupation allemandes entreprennent de changer graduellement la société pour ne pas effaroucher la population. Cela n'empêche pas l'Église catholique et quelques socialistes de s'opposer depuis le début à la Gleichschaltung. En 1941, tous les catholiques reçoivent de leurs évêques la consigne de quitter les associations nazifiées.
Cette politique échoue finalement, principalement à cause des revers subis par les Allemands sur le plan militaire, et à cause de la récession économique. L'idéologie nazie n'a pas pu pénétrer les subtilités des idéologies néerlandaises. Toutes avaient en commun de donner une bonne place à l'humanisme, et les atrocités nazies ne font qu'amplifier l'hostilité de la population vis-à-vis du régime d'occupation.
Les Nazis  sont d'ailleurs divisés sur la façon de considérer les Néerlandais : s'agit-il d'un peuple conquis ou d'un peuple frère, « aryens » ? Au sommet de la hiérarchie nazie, notamment chez Hitler et chez le Reichskommissar Arthur Seyß-Inquart, on aurait eu tendance à les admettre dans la plus haute catégorie, mais une petite partie seulement des Néerlandais s'engagent aux côtés des Allemands en même temps que les Alliés peuvent compter sur la sympathie et l'appui de la population, qui s'exprime par exemple lors de la grève des chemins de fer en septembre 1944 au moment de l'opération Market Garden. L'attitude générale des Néerlandais, que l'on peut qualifier de « résistance passive », contrarie alors Seyss-Inquart au point qu'il bloque le transfert de produits agricoles des régions orientales du pays vers les grandes villes portuaires, produisant ce que l'on a appelé le hongerwinter, c'est-à-dire l'hiver de la famine, de novembre 1944 à février 1945. C'est également à cette époque que la répression nazie est la plus dure à l'égard de tous les « traîtres », fusillés sur le champ pour cause de "terrorisme".

### Persécution des Juifs
Assez vite après l'invasion des Pays-Bas par les Allemands commence une politique de persécution des Juifs. Les premières mesures anti-juives datent de juin 1940 avec la radiation des Juifs des services de défense civile antiaérienne[réf. nécessaire]. Ensuite, on assiste à une série de mesures d'exclusion, allant jusqu'à l'interdiction professionnelle dans la fonction publique, en novembre 1940. L'exclusion des universités provoque des manifestations étudiantes à Leyde et ailleurs.
En même temps que les nazis promulguent des mesures officielles, le parti nazi néerlandais, le NSB et son bras armé, les WA (Weerbaarheidsafdeling) se livrent à une série de provocations dans les quartiers juifs d'Amsterdam. Le 11 février 1941, au cours d'un véritable combat de rues entre les WA et des groupes juifs d'autodéfense, dans l'ancien quartier juif de Waterlooplein, un membre des WA, Hendrik Koot, est mortellement blessé. Le lendemain, les soldats allemands, assistés par la police néerlandaise, isolent par des barbelés le quartier juif du reste de la ville. Le 19 février, des membres de la police allemande, la Grüne Polizei, mettent à sac une boutique, et au cours de la bagarre qui s'ensuit, des policiers allemands sont blessés, entraînant des représailles les jours suivants, et finalement une rafle au cours de laquelle 425 Juifs, des hommes de 20 à 35 ans, sont pris comme otages et ensuite envoyés dans les camps de concentration de Buchenwald et Mauthausen où la plupart d'entre eux périssent dans l'année.
À la même époque se développe un sentiment d'inquiétude grandissant chez les ouvriers et plus spécialement les dockers d'Amsterdam qui craignent d'être envoyés en Allemagne dans le cadre du travail obligatoire. Hostilité au travail forcé en Allemagne et protestation contre la rafle de Waterlooplein sont les motifs de la grève qui éclate le 24 février et qui peut s'étendre à Zaanstad, Kennemerland et Utrecht avant d'être étouffée par la police allemande.
Après l'installation du gouvernement sous l'autorité de Seyss-Inquart, ils instituent le Conseil juif d'Amsterdam, chargé entre autres d'informer la communauté juive des mesures antisémites prises à son encontre.
La déportation massive des juifs néerlandais est consécutive à la décision des nazis prise à la conférence de Wannsee. En 1942, la grande majorité des juifs arrêtés sont envoyés au camp de transit de Westerbork, d'où ils sont ensuite déportés à l'est, essentiellement vers les camps d'extermination d'Auschwitz et de Sobibor. En même temps, des camps de concentration allemands sont construits à Vught et Amersfoort. À la fin de la guerre, sur les 140 000 Juifs recensés aux Pays-Bas au début de la guerre, on ne compte que 30 000 survivants. Parmi les victimes, Anne Frank et Etty Hillesum sont devenues célèbres lorsqu'on a retrouvé le journal qu'elles écrivaient pendant les années d'oppression.
Des Néerlandais non juifs ont réagi à la persécution des juifs. En février 1941 (voir plus haut), une grève représente un camouflet pour Seyss-Inquart qui s'imaginait réussir à la fois à déporter les juifs et à gagner les Néerlandais à la cause nazie. En juillet 1942, les dirigeants catholiques et protestants envoient au commissaire du Reich un télégramme de protestation contre les mesures d'exceptions contre les Juifs et les déportations. Le texte de ce télégramme est lu dans les églises et dans les temples le 26 juillet 1942. En représailles, les nazis font arrêter les juifs convertis et à partir de ce moment, les nazis durcissent leur attitude vis-à-vis des Néerlandais : des dirigeants socialistes sont arrêtés et des prêtres catholiques comme Titus Brandsma sont déportés en camps de concentration.
La plupart des juifs néerlandais ont été arrêtés par la police néerlandaise et non directement par la police allemande. À compter du 6 août 1942, un bataillon de la police hollandaise fut déployé pour arrêter les juifs. La sécurité des camps de transit où sont concentrés les juifs avant la déportation est assurée par un groupe de volontaires, un bataillon de sécurité SS hollandais. À la fin de 1942, la police hollandaise est à nouveau mise à contribution pour les rafles du printemps et de l'été 1943. Dans la semaine du 19 au 26 mai 1943, les polices d'Amsterdam, de Tilbourg et de La Haye sont mises à contribution pour le ratissage d'Amsterdam.

### Les Pays-Bas sous le joug allemand
Un « service du travail » (Arbeitseinsatz) est imposé aux Pays-Bas, obligeant tout homme de 18 à 45 ans à travailler dans les usines allemandes qui étaient régulièrement bombardées par l'aviation alliée. Ceux qui refusent sont amenés à plonger dans la clandestinité. Un rationnement a été mis en place pour faire face à une pénurie résultant du fait qu'une partie importante de la nourriture produite aux Pays-Bas part vers l'Allemagne. Ce rationnement va servir également à contrôler la population et à débusquer les réfractaires au travail forcé. Tout Néerlandais qui viole les lois allemandes en se cachant ou en cachant quelqu'un d'autre n'a plus droit aux tickets de rationnement. Encore plus grave, cacher des juifs est passible de la peine de mort.
Le Mur de l'Atlantique, une gigantesque ligne de défense construite par les Allemands tout au long de la façade atlantique européenne, depuis le golfe de Gascogne jusqu'à la Norvège, passe également par les Pays-Bas. Des villes comme Schéveningue doivent être évacuées. À La Haye, 3 200 maisons sont démolies et 2 924 démantelées. 20 000 sont vidées de leurs 65 000 habitants. L'« Arbeitseinsatz » peut également obliger des travailleurs néerlandais à participer à la construction du mur. Ceux qui se trouvent ainsi incorporés font évidemment preuve d'un minimum de zèle.
La radio et les journaux ne peuvent diffuser que des informations visées par la censure allemande. L'écoute de Radio Oranje (Radio Orange), émise en langue néerlandaise depuis Londres est interdite.
Les mesures de répression et d'oppression sont de nature à stimuler l'apparition de diverses formes de résistance : 
- Presse clandestine, qui diffuse les nouvelles de Radio Oranje.
- Vol de cartes de rationnement pour nourrir les clandestins.

En février 1943, la cellule de résistance CS-6 basée à Amsterdam exécute le général à la retraite Hendrik A. Seyffardt, figure emblématique de la légion de volontaires SS qui combat sur le front russe aux côtés de la Wehrmacht et collaborateur notoire lié au NSB. Après une agression commise sur un officier allemand près de Putten, toute la population masculine de la ville est déportée sans procès.
D'une façon générale, la résistance au nazisme aux Pays-Bas s'est développée sur le plan civil plutôt que militaire, hormis quelques faits saillants comme l'attentat contre le chef de la SS et de la police allemande Hanns Albin Rauter. Les petits groupes qui redistribuent les tickets de rationnement aux réfractaires ou qui se livrent à des missions de renseignement, utiles lorsque l'armée britannique reconquiert le pays en 1945, sont décentralisés.

## Collaboration avec l'ennemi
Le parti nazi néerlandais, Nationaal-Socialistische Beweging (NSB) a collaboré activement avec les occupants allemands. En 1941, quand il semble vraisemblable que l'Allemagne gagne la guerre, environ 3 % de la population adulte mâle est membre du parti. Des Néerlandais se portent également volontaires pour s'engager dans la Wehrmacht et la Waffen-SS, participant ainsi à la « croisade contre le bolchevisme ». En avril 1945, des unités  se battent encore à Groningue contre les Anglais.
Entre 20 650 et 25 650 Néerlandais servent dans la Wehrmacht et la Waffen-SS. Les formations les plus connues sont la 23e division SS Nederland et la 34e division SS de grenadiers volontaires Landstorm Nederland. Mise à part l'action citée, à Groningue, en 1945, ces unités ont combattu sur le front de l'est et contre l'armée soviétique.
La brigade Nederland (23e Panzerdivision) se distingue au cours de la bataille de Narva, en 1944. Plusieurs hommes de troupe reçoivent la croix de fer.

## Hiver 1944–1945 et libération

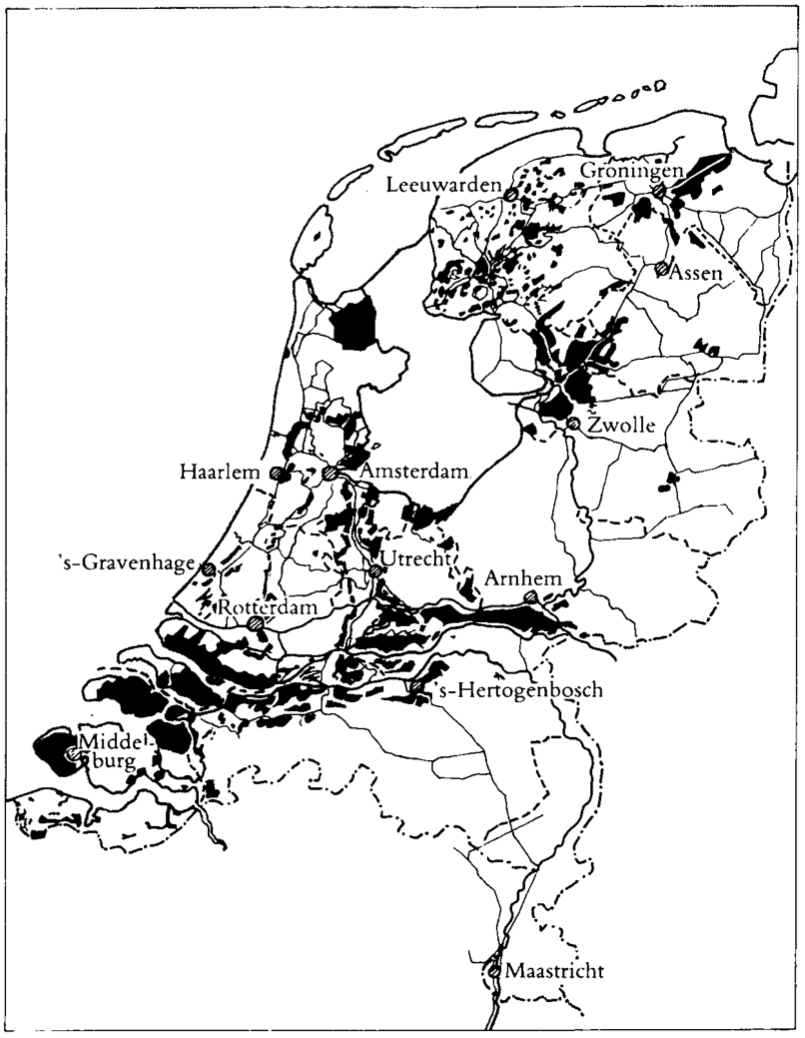
Zones inondées en 1944.

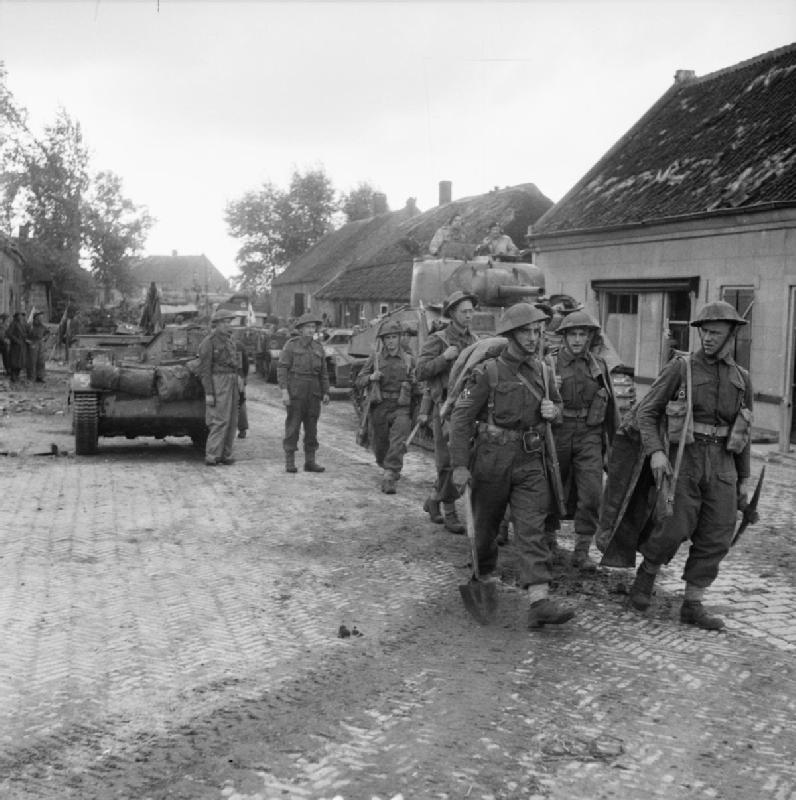
Soldats britanniques à Asten, en septembre 1944.

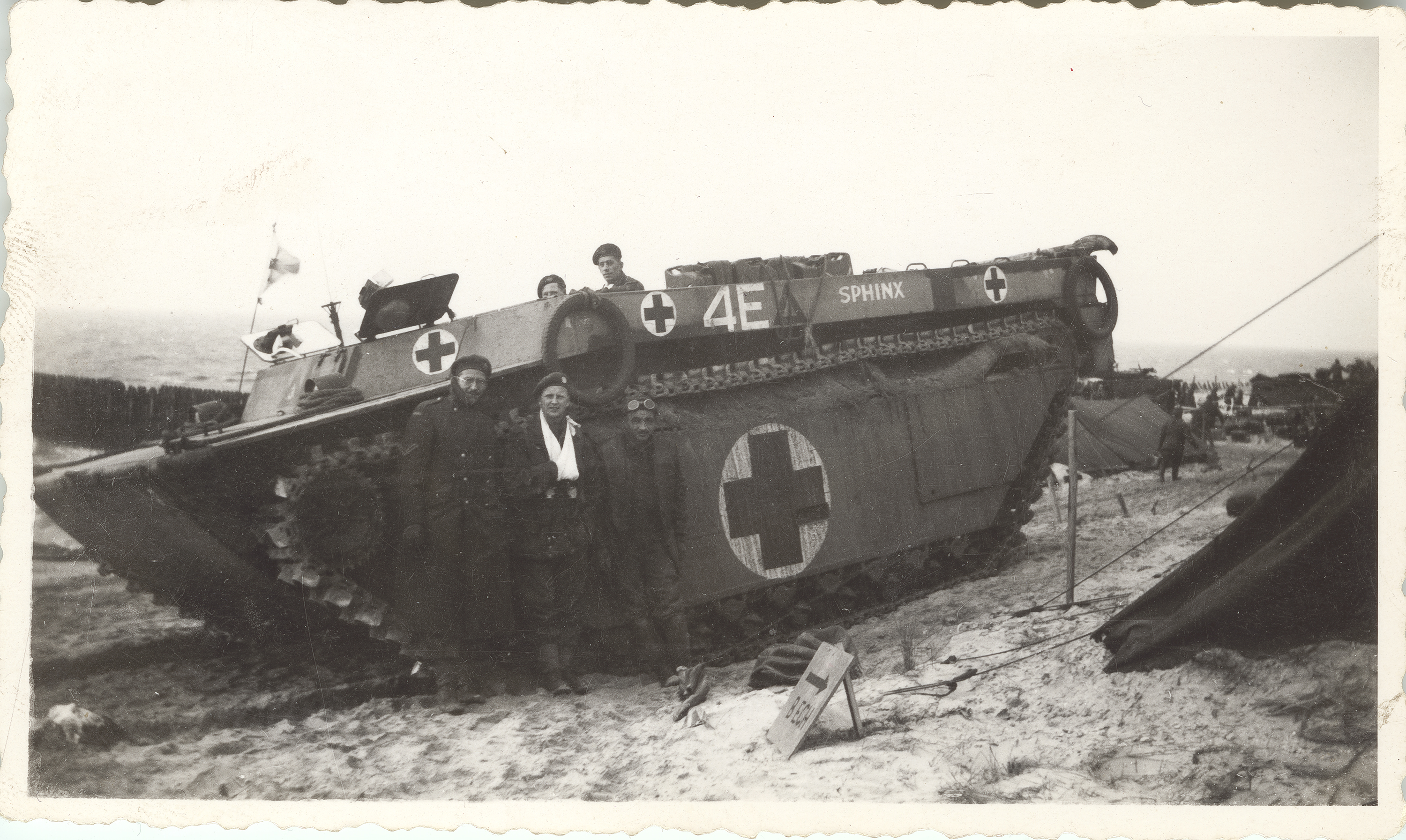
Véhicule médical canadien déployé en 1944 lors de la bataille de l'Escaut.

En 1944, une partie des Pays-Bas est inondée. Après le débarquement en Normandie, en juin 1944, les troupes alliées (des troupes anglo-canadiennes commandées par le field marshal Montgomery) remontent rapidement vers le nord, en direction de la frontière néerlandaise. Le mardi 5 septembre est connu sous le nom de Dolle dinsdag (le « Mardi fou ») : les Néerlandais commencent à faire la fête, croyant que la libération est proche, mais la tentative alliée de prendre le pont sur le Rhin situé à Arnhem, connue sous le nom d'opération Market Garden, échoue.
Une  vaste région englobant Nimègue, au sud des Pays-Bas, est libérée, mais une grande partie du pays doit encore attendre plusieurs mois, jusqu'en mars 1945, certaines jusqu'en mai. Même au sud du pays, les régions côtières jusqu'à Anvers ne sont pas encore libérées en octobre 1944. Hitler donne l'ordre de tenir les Pays-Bas à tout prix. Il faut de durs combats pour libérer le pays et les Néerlandais connaissent un terrible hiver 1944-1945. Trente mille personnes meurent de faim, de froid ou de maladie. Cet hiver va rester dans les mémoires sous le nom de Hongerwinter (« l’Hiver de la Faim »). La situation de famine est aggravée par la grève générale des chemins de fer ordonnée par le gouvernement en exil qui compte sur un effondrement de l'Allemagne à la fin de 1944. Une vaste opération aérienne alliée, l’opération Manna, est conduite dans le but de soulager les populations civiles affamées en leur livrant, par largage, quantité de vivres.

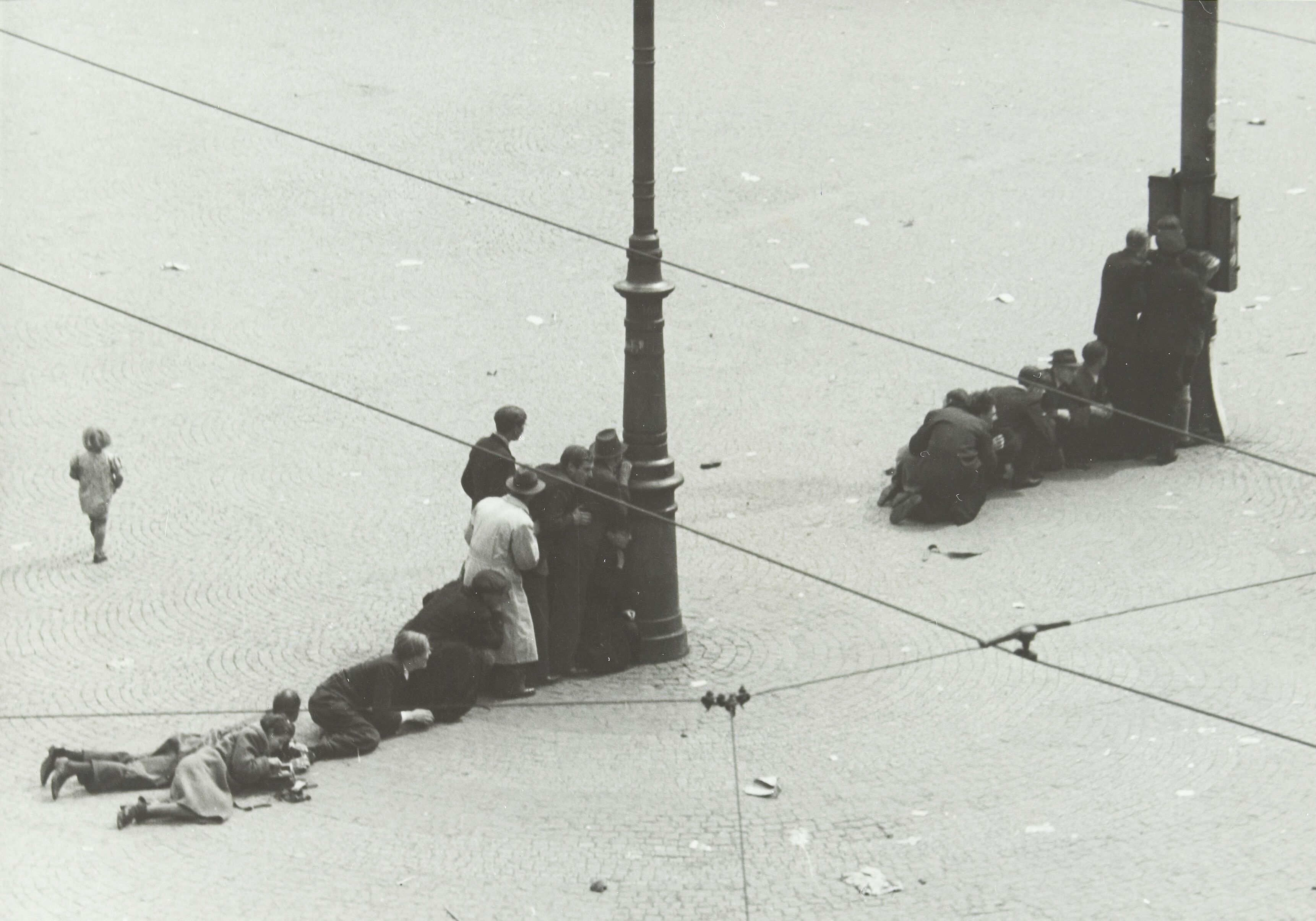
Photographie prise le 7 mai 1945 sur la place du Dam, à Amsterdam. Des habitants sont couchés au sol alors que les forces de libération se battent contre les Allemands, qui tuent plus de vingt civils ce jour-là après avoir tiré sur une foule.

Après la prise du pont de Remagen sur le Rhin, les Canadiens pénètrent dans le pays par l'est et libèrent les provinces de l'Est et du Nord, mais les provinces de l'Ouest doivent attendre la reddition des forces allemandes aux Pays-Bas, négociée le 4 mai 1945 à Lunebourg par Montgomery, seulement trois jours avant la première capitulation générale de la Wehrmacht signée le 7 mai à Reims. Mais des combats se sont encore déroulés le 7 mai à Amsterdam, tuant notamment des dizaines de civils.
Des combats se sont déroulés jusqu'au 20 mai sur l'île de Texel : l’insurrection géorgienne du Texel (5 avril 1945 – 20 mai 1945). On qualifie parfois l’île, pour cette raison, de « dernier champ de bataille européen ».
À la libération, on assiste à une prise de pouvoir par des groupes informels pourchassant les collaborateurs ou supposés tels et les moffenmeiden (« les filles des boches ») soupçonnées d'avoir entretenu des relations avec des Allemands, qui sont rasées et peintes en orange.

## Indes orientales néerlandaises et lutte contre le Japon

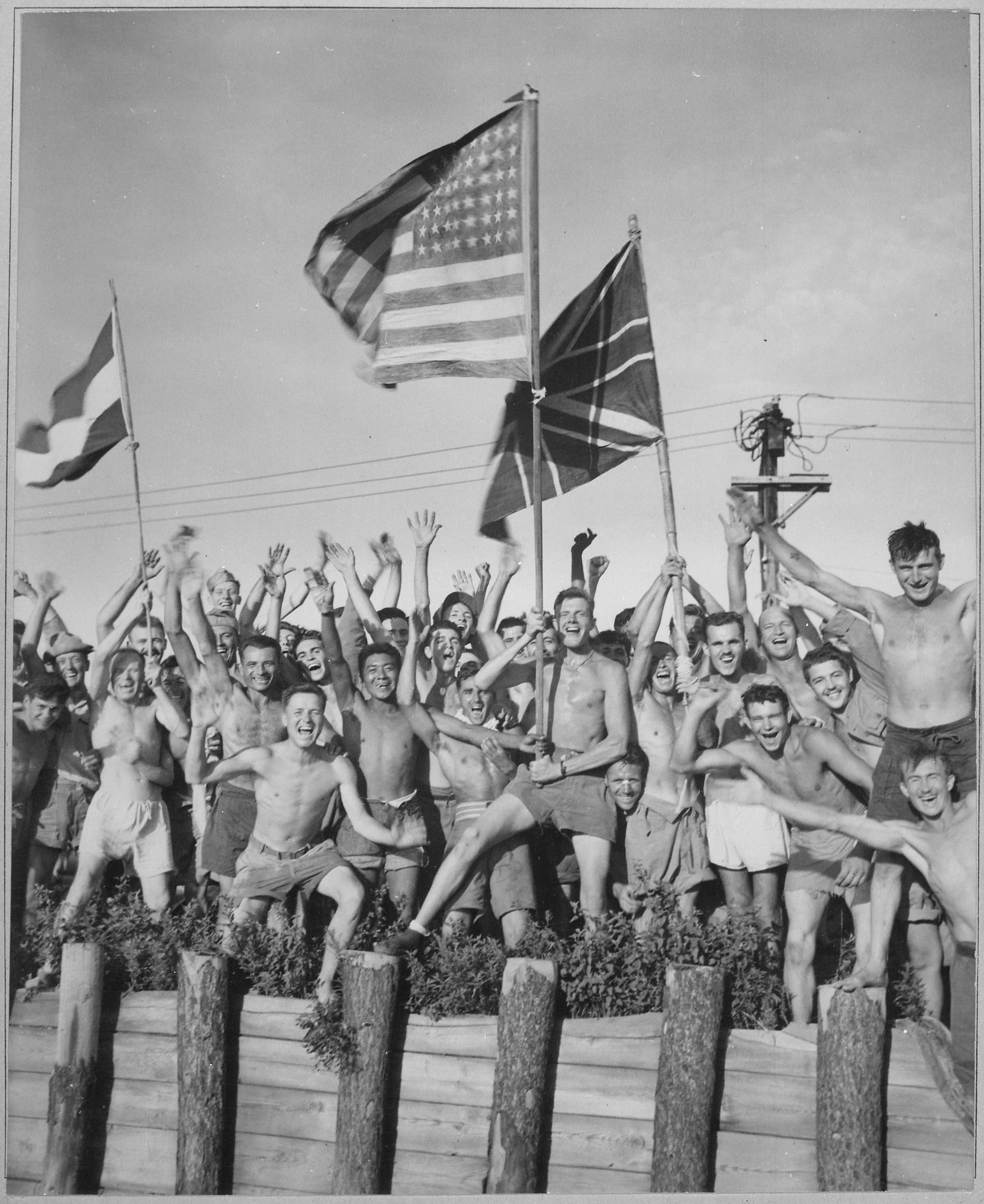
Des prisonniers de guerre du camp allié retenus au Japon saluent leur libération par les États-Unis.

Le 10 janvier 1942, les Japonais envahissent les Indes orientales néerlandaises (qui deviendront l'Indonésie). Les navires de la flotte néerlandaise, présents dans le secteur s'insèrent alors dans l’American-British-Dutch-Australian (ABDA) Command, une structure de commandement allié dans le pacifique. La flotte néerlandaise sous les ordres de l'amiral Karel Doorman est en fait la principale force de l’ABDA. Doorman reçoit l'ordre de lancer une offensive contre la flotte japonaise qu'elle rencontre lors de la bataille de la mer de Java à l'issue de laquelle la flotte de l'ABDA est détruite.
À Java, les Néerlandais se rendent le 1er mars 1942. Les soldats néerlandais sont internés dans des camps de travail. Plus tard, les civils seront eux aussi envoyés dans des camps. Certains sont déportés au Japon ou envoyés sur le chantier du chemin de fer reliant la Birmanie à la Thaïlande, celui du pont sur la rivière Kwaï.
Les sous-marins néerlandais ont réussi à s'échapper et terminent la guerre aux côtés des Alliés. Ils sont impliqués dans la chasse aux pétroliers japonais et aux transports de troupes et d'armes que les Japonais envoient sur les différents théâtres d'opérations. Des militaires de l'armée de terre et des aviateurs réussissent également à s'échapper. Les aviateurs peuvent former des escadres qui combattent aux côtés des Australiens, pour la défense de l'Australie d'abord, avec l'objectif de participer à la reconquête des Indes néerlandaises.
La politique japonaise en Asie du Sud-Est est connue sous le nom de sphère de coprospérité de la grande Asie orientale, sorte de proposition de collaboration qu'ils proposent aux peuples sortis d'une dépendance coloniale. À Java, les leaders nationalistes Soekarno  et Hatta acceptent de collaborer avec les Japonais pour préparer l'indépendance. La reconquête des Indes néerlandaises commence en juillet 1945, avec le débarquement des Australiens à Bornéo. Les Japonais se rendent le 15 août 1945. Deux jours plus tard, Soekarno et Hatta proclament l'indépendance de l'Indonésie.

## Après-guerre

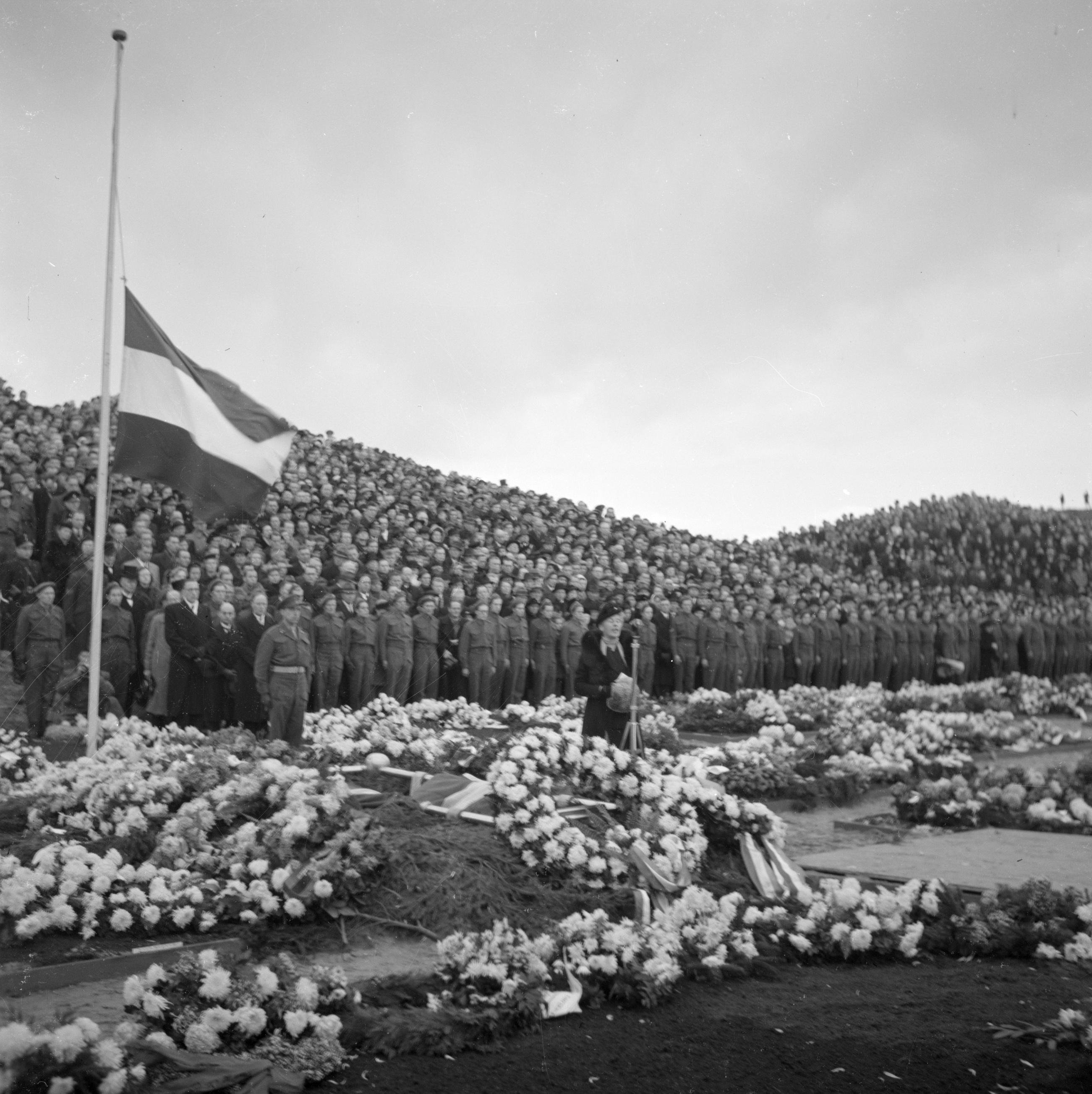
Discours de la reine Wilhelmine au cimetière d'Overveen le 27 novembre 1945, où sont enterrés 347 résistants néerlandais.

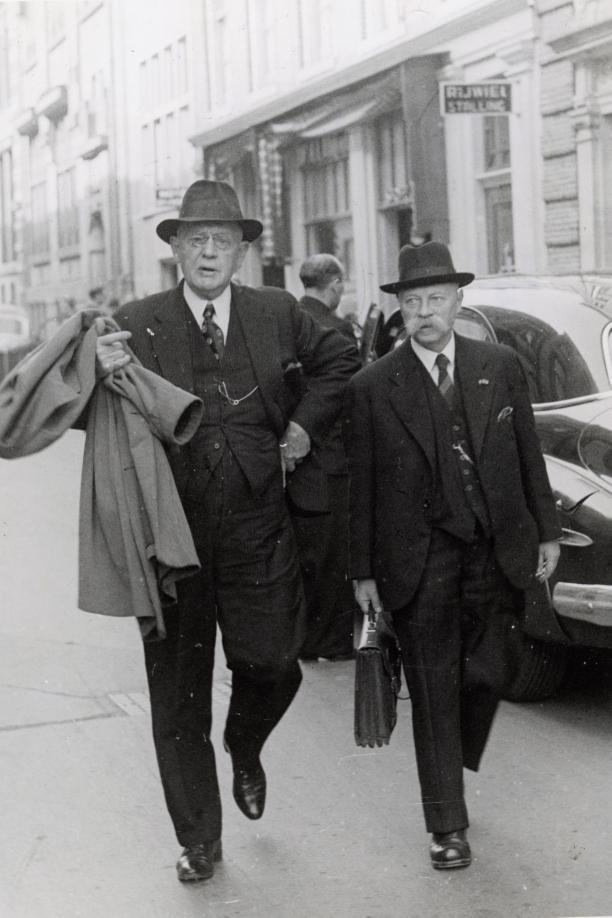
Charles Welter et Pieter Sjoerds Gerbrandy arrivent le 9 mai 1947 au tribunal spécial d'Amsterdam pour assister aux procès des collaborateurs.

Dans les semaines qui suivent la libération se développe une période d'épuration sauvage au cours de laquelle certaines personnes soupçonnées d'avoir collaboré avec les Allemands sont lynchées ou châtiées en dehors de toute forme légale. D'autres sont poursuivies par le ministère de la Justice. Certains, qui peuvent prouver leur innocence, sont relâchés, quelquefois après une longue période de détention.
Des plans sont élaborés pour annexer une partie de l'Allemagne, avec ou sans sa population. Dans le premier cas, il est prévu que la population allemande serait « néerlandisée. » Les Pays-Bas doubleraient ainsi de surface. Mais les Alliés n'acceptent pas ce plan qui est abandonné. Un autre plan, celui dit de la Tulipe noire, a été partiellement exécuté. Le plan d'origine prévoyait que tous les Allemands résidant aux Pays-Bas seraient chassés. Finalement, seules 3 691 personnes, représentant 15 % de la population germanique, doivent quitter les Pays-Bas.
La fin de la guerre va signifier aussi pour les Pays-Bas la perte de leur contrôle des Indes orientales néerlandaises : après la reddition des Japonais, les nationalistes indonésiens s'engagent dans une lutte pour l'indépendance, qu'ils obtiennent quatre années plus tard.

### Films
- La Route du paradis (version française de : Paradise Road), par Bruce Beresford, etc., Century Fox, 2002.

### Sources
1. 1 2  Guido Peeters, article Pays-Bas in Encyclopedia Universalis, 2000
2. ↑  L. Elfferich: Rotterdam werd verraden. Abcoude: Uniepers, 1990. P. 270: les pilotes allemands de la première escadrille ne pouvaient voir des signaux donné avec des signaleurs ou pistolets lance-fusées parce qu'il y avait tant de dégagement de fumée dans l'air.
3. ↑  Raul Hilberg, La destruction des Juifs d'Europe, T2, Gallimard, 2006, T2 p. 1047-48.
4. ↑  Hilberg, T2, p.1068.
5. 1 2  Xavier de Montclos, Les Chrétiens face au nazisme et au stalinisme, l'épreuve totalitaire 1939-1945, Plon, 1983, p.229.
6. ↑  Raul Hilberg, T2, p. 1100.
7. ↑  Raul Hilberg, T2, p. 1076.
8. ↑  Raul Hilberg, T2, p. 1083.
9. ↑  Raul Hilberg, T2, p. 1088-89.
10. ↑  Raul Hilberg, T2, p. 1089-90.
11. ↑  (en) « Georgian Uprising on the Texel Island in 1945 », Rustaveli.